# Henning Solberg
Henning Solberg født 8. januar 1973, er en  norsk rally driver, der har konkurreret til og fra rally World Cup siden  1998. Solberg konkurrerede tidligere i rallycross, noget han stadig sporadisk gør.
Han vandt det norske rallymesterskab fem år i træk med begyndelsen 1999.
Solberg tog verdensmesterskabet point for første gang  2004 i en Peugeot 307 og kom på 22. pladsen i mesterskabet med tre point. Året efter skiftede han til en Ford Focus og kom på fjerdepladsen på Cypern og 14. pladsen i mesterskabet med ni point. 2006 sad han igen i en Peugeot 307 som driver af OMV Peugeot og stod for første gang på podiet i verdensmesterskabet i Tyrkiet, hvor han kom på tredjepladsen.

## Privatliv
Han er bror til rallyverdensmesteren og rallycross verdensmesteren Petter Solberg, stedfar til den svenske rallychauffør Pontus Tidemand og onkel til Oliver Solberg.